# Mercien
Le mercien est l’un des trois ou quatre dialectes principaux du vieil anglais ; il est parfois regroupé avec le northumbrien sous le terme d’« anglien ». Il a été parlé dans le royaume de Mercie.

## Historique
Le dialecte a été utilisé entre les VIIIe et XIIIe siècles, sur le territoire du royaume de Mercie, de la frontière est-anglienne à l’est, à la digue d’Offa (limite avec le pays de Galles) à l’ouest ; au nord, du Staffordshire, qui servait de frontière avec la Northumbrie, et au sud jusque dans l’Oxfordshire et le Gloucestershire, à la frontière du Wessex.
Le vocabulaire mercien est en grande partie issu du proto-germanique, avec des emprunts au latin dus à l’utilisation de cette langue par l’Église catholique, et des emprunts au norrois qui s’expliquent par les incursions vikings et la Danelaw (la « zone de loi danoise », qui couvrait une grande partie de la région des Midlands et le nord de l'Angleterre).
Par la suite, le saxon occidental s’est imposé pour les écrits, mais les différents dialectes ont probablement perduré à l’oral.

## Prononciation
L’alphabet sera décrit en comparaison avec l’anglais moderne, avec lequel il a certains points communs : les lettres b, d, g, l, m, n, p, q, s, t, v, w et z se comportent ainsi pareillement.
- Le c se prononce toujours de manière dure, comme dans cat, jamais de manière douce comme dans cell.
- Le ċ se prononce comme le « ch » dans cheese.
- Le h est prononcé de manière dure lorsqu’au début d’un mot, à la manière de hat. Avant un t et à la fin d’une syllabe, il se prononce comme le « ch » de l’anglais loch ou de l’allemand ich ; par exemple, niht a naturellement évolué vers night.
- Le ġġ et le cg se prononcent comme « dge », comme dans l’anglais wedge.
- Le ᵹ (G insulaire) se place avant a, o, et u, et possède un son guttural, comme en français un r avant un i, e, ou y. Il sonne comme un y en en anglais moderne.
- Le r est toujours roulé, à la manière écossaise.
- Le sċ et le sc donnent tous les deux un « sh » comme dans shoe.
- Le f se prononce comme le v dans very (comme cela se retrouve de nos jours en gallois).
- Le æ se prononce comme le a de man ;
- le ā comme dans aah ;
- le a est court, comme dans barn.
- Le ē se prononce comme le ay de bay ;
- le e comme le e de bed ;
- le ī comme le double « e » dans creek ;
- le i comme dans bin ;
- le ō comme le « o » dans l’écossais och ;
- le o comme dans cot ;
- le ū comme le double « o » dans moo ;
- le u comme le « ou » dans Doug ;
- le ȳ comme un « u » dans le pronom français « tu » ;
- le y comme le précédent, en plus court.

Le mercien utilise aussi le eth (Ð et ð) et le thorn (Þ et þ), tous deux donnant le « th » anglais, comme dans thin.

## Grammaire
La grammaire du mercien conserve la structure d’autres langues germaniques occidentales, étant par conséquent très dense et assez complexe.

### Noms et articles
Les noms ont trois genres : masculin, féminin et neutre, chacun avec une forme singulier et une forme pluriel, et quatre cas : le nominatif, l’accusatif, le datif et le génitif. Ils peuvent également être forts ou faibles.
- Le nom fort masculin stān (« pierre »)
  - nominatif (singulier, pluriel) : stān, stānes
  - accusatif : stān, stānes
  - datif : stāne, stānen
  - génitif : stānes, stāne
- Le nom faible masculin name (« nom »)
  - nominatif : name, namen
  - accusatif : namen/name, namen
  - datif : namen/name, namen
  - génitif : namen/name. namene/namen

Les articles définis changent en fonction du genre au singulier, selon des variations autour de ðe ; au pluriel, le même mot est utilisé. L’article indéfini est le plus souvent omis.

### Pronoms
Les pronoms possessifs existent dans chacun des cas et nombres cités, de trois types : référent à une personne, à deux ou à plusieurs.
Les pronoms démonstratifs varient comme l’article défini, sur la base de ðes (devenu this).
Les pronoms relatifs sont généralement ðe et ðet.

### Adjectifs
Les adjectifs sont toujours déclinés, même avec les verbes (ils peuvent se comporter comme des adverbes). Leurs déclinaisons ont une forme faible et une forte, qui suit le nom auquel ils se rattachent, et également quatre formes suivant le cas, à la fois pour le singulier et le pluriel.
Les superlatifs se font par l’ajout du suffixe re. Par exemple, « Æðelen » (« noble ») et « æðelenre » (« plus noble »).

### Verbes
Les verbes se conjuguent d’un infinitif à un temps présent, un passé singulier, un passé pluriel, et un participe passé. Il existe des verbes forts et faibles, qui se conjuguent différemment.
Le futur se fait par le verbe auxiliaire wyllen (que l’on retrouve dans l’anglais moderne will).
Il y a trois modes : l’indicatif, le subjonctif et l’impératif. Comme de nombreuses langues flexionnelles, le mercien possède quelques verbes irréguliers (« bēon signifie « être », habben signifie « avoir »).
Pour une compréhension simple, il faut connaître les quatre temps principaux de chaque verbe fort ; les verbes faibles sont plus simples et moins nombreux, et forment leurs participe passé par l’ajout du suffixe ed (ce qui se retrouve en anglais).

## Compléments
Le martyrologe vieil-anglais, duquel 238 entrées hagiographiques nous sont parvenus, a probablement été compilé dans la seconde moitié du IXe siècle en Mercie, ou en tout cas par quelqu’un maîtrisant le mercien. 
Le philologue et écrivain J. R. R. Tolkien a étudié le mercien, et l’a utilisé dans son « légendaire », particulièrement en relation avec le royaume du Rohan. Le vocabulaire mercien a ainsi été réutilisé, mais en plus une partie des rois du Rohan possèdent les mêmes noms que les monarques merciens, par exemple Fréawine, Fréaláf ou Éomer (voir la liste des rois des Angles (en)).